# Dichromodes petrina
Dichromodes petrina är en fjärilsart som beskrevs av Edward Meyrick 1892. Dichromodes petrina ingår i släktet Dichromodes och familjen mätare. Inga underarter finns listade i Catalogue of Life.